# Patrick Wayne Kearney
Patrick Wayne Kearney (* 1940 in Texas) ist ein US-amerikanischer Serienmörder, der als "Trash Bag Murderer" (dt.: "Müllsack-Mörder") bekannt wurde. Für die Ermordung von 21 Männern zwischen 1965 und 1977 wurde er zu lebenslanger Haft verurteilt. Er wird jedoch verdächtigt, mindestens elf weitere Morde begangen zu haben.
Kearney hatte laut eigener Aussage bereits mit acht Jahren das Verlangen zu töten. 1965 setzte er dies, entlang der kalifornischen Highways, in die Tat um. Er suchte seine Opfer vornehmlich in Schwulen-Bars und Bushaltestellen, ließ sie auf dem Beifahrersitz seines Volkswagen Platz nehmen und fuhr mit ihnen, mit der Aussicht auf Sex, an entlegene Orte. Noch während der Fahrt erschoss er seine arglosen Opfer mit einer Pistole, entkleidete sie und verging sich sexuell an den Leichen. Anschließend zerstückelte er die Leichen mit einer Säge und entsorgte die Körperteile in Müllsäcken entlang der Highways.
Am 1. Juli 1977 stellte Kearney sich freiwillig der Polizei und legte ein umfassendes Geständnis ab, um der Todesstrafe zu entgehen. Er war bereits seit 18. Mai 1977 verdächtigt worden und sollte befragt werden, befand sich aber auf der Flucht. Er gestand schließlich die Ermordung von 32 Männern; 21 Morde wurden ihm zweifelsfrei nachgewiesen, bei den restlichen elf Opfern konnten trotz des Geständnisses keine ausreichenden Beweise für eine Täterschaft erbracht werden. Er wurde am 21. Februar 1978 wegen 21-fachen Mordes zu 21-mal lebenslang verurteilt und verbüßt die Strafe im Staatsgefängnis Mule Creek State Prison in Ione, Kalifornien.